# Harry Deterling
Harry Deterling (geboren am 6. Dezember 1933, gestorben 2010) war ein deutscher Lokomotivführer. Bekannt wurde er durch seine Flucht aus der DDR mit der von ihm geführten Lokomotive am 5. Dezember 1961.

## Leben und erfolgreiche Flucht aus der DDR
Deterling war nach der Schulausbildung Eisenbahner bei der Deutschen Reichsbahn (DR) geworden und 1961 als Lokomotivführer beim Bahnbetriebswerk Pankow am Bahnhof Berlin-Pankow-Heinersdorf beschäftigt. Nach dem Bau der Berliner Mauer und der vollständigen Abriegelung des Zugangs nach West-Berlin am 13. August 1961 entwickelte Deterling erste Gedanken an eine Flucht aus der DDR. Nachdem er sich weigerte, seine Zustimmung zu den Abriegelungsmaßnahmen des 13. August schriftlich zu bekunden, wurde ihm mit Entlassung aus dem Lokomotivführerdienst gedroht.
Von der Strafversetzung bedroht und mit dem Willen, seinen Kindern das Leben in der DDR zu ersparen, entwickelte Deterling zusammen mit dem mit ihm befreundeten Heizer Hartmut Lichy einen Plan zur Flucht aus der DDR unter Nutzung seiner Lokomotive sowie der für den Transitverkehr nach West-Berlin zwischen den Bahnhöfen Albrechtshof (damals im Bezirk Potsdam gelegen und nicht zu Berlin gehörend) und Berlin-Spandau noch befahrbaren Bahnstrecke Berlin–Hamburg. Deterling beförderte als Lokomotivführer seit dem Mauerbau auch Züge im Personenverkehr auf dem Berliner Außenring, die als Ersatz für die eingestellten S-Bahn-Verbindungen nach West-Berlin die Anbindung der Orte nördlich und westlich Berlins an Ost-Berlin sicherstellen sollten. Zu den Zielen dieser Züge zählte auch der zugleich als Grenzbahnhof nach West-Berlin dienende Bahnhof Albrechtshof, der – was Deterling bekannt war – bislang aufgrund befürchteter Gefahren für den Transitverkehr noch keine zusätzlichen technischen Sicherungen gegen einen Grenzdurchbruch erhalten hatte. Neben Lichy weihte er auch seine Familie und einige weitere Verwandte und Freunde, insgesamt 25 Menschen, in seine Pläne ein.
Deterling meldete sich schließlich freiwillig für unbezahlte Zusatzschichten, vorgeblich, um die Strafversetzung zu vermeiden, und schaffte es, für Züge der Strecke nach Albrechtshof eingeteilt zu werden. Nachdem Deterling erfuhr, dass im Laufe des Dezember der Transitverkehr statt über Albrechtshof über den Grenzbahnhof Griebnitzsee umgeleitet und auch diese Strecke gesperrt werden sollte, zog er die ursprünglich für die Zeit zwischen Weihnachten und Neujahr geplante Flucht vor. Am 5. Dezember 1961 meldete er sich zu einer weiteren Zusatzschicht und übernahm im Bahnhof Oranienburg abends einen mit der Lokomotive 78 079 der Baureihe 78 bespannten Personenzug nach Albrechtshof. Dem ihm eigentlich zugeteilten Heizer teilte er mit, dass er frei habe, so dass Lichy dessen Dienst übernehmen konnte. Deterling hatte vorher geprüft, ob die eingleisige Strecke zum geplanten Fluchtzeitpunkt frei war und kein Gegenzug kommen sollte. Seine Familie und die weiteren Freunde und Verwandten stiegen getrennt voneinander auf verschiedenen Bahnhöfen in den Zug ein. In Oranienburg hatte Deterling zuvor die Bremsen des Zuges so manipuliert, dass die Notbremse in den Wagen wirkungslos wurde.
Nachdem in Falkensee die letzten Fluchtwilligen in den Zug gestiegen waren, beschleunigte Deterling seinen Zug auf die maximal zulässige Streckengeschwindigkeit. Da die Signale im Bahnhof Albrechtshof keine induktive Zugsicherung (Indusi) besaßen (diese war auf der Strecke Berlin–Hamburg nach dem Zweiten Weltkrieg von der sowjetischen Besatzungsmacht als Reparationsleistung demontiert worden), konnte Deterling mit seinem Zug den Bahnhof auf dem als Fahrweg eingestellten Nebengleis durchfahren und das rot zeigende Signal in Richtung Berlin-Spandau ignorieren. Der nicht eingeweihte Zugführer und im Zug mitfahrende Transportpolizisten betätigten zwar die Notbremse, nachdem sie mitbekommen hatten, dass der Zug in Albrechtshof durchgefahren war, jedoch ohne Erfolg. Um sich gegen eventuelle Schüsse von Grenzpolizisten zu schützen, legten sich die eingeweihten Mitreisenden auf den Boden; Deterling und Lichy versteckten sich im Kohlenbunker der Tenderlokomotive. Es gelang ihnen, unbeschadet den Grenzstreifen zu passieren und das dort vorhandene Gittertor zu durchbrechen, die überraschten Grenzpolizisten feuerten nicht. Auf West-Berliner Gebiet brachte Deterling schließlich den Zug allmählich mit der Lokomotivbremse etwa 500 m hinter der Grenze zum Stehen. Außer den eingeweihten Reisenden nutzten einige weitere Fahrgäste die Chance und blieben in West-Berlin, während der Zugführer und die Transportpolizisten entlang der Bahnstrecke zurück in die DDR liefen. Die Deutsche Reichsbahn demontierte in den folgenden Tagen den Streckenabschnitt, nachdem eine Lokomotive den Fluchtzug nach Albrechtshof zurückgebracht hatte.
Deterling und seine Familie sowie die anderen Geflüchteten wurden von West-Berliner Polizei in das Notaufnahmelager Marienfelde gebracht. Nachdem Unbekannte versucht hatten, Deterling in eine Gaststätte einzuladen, brachte man ihn und seine Familie sicherheitshalber bereits am 9. Dezember per Flugzeug in die Bundesrepublik nach Frankfurt am Main. Auch im Westen gab es mehrfache Versuche des MfS zur Kontaktaufnahme, Deterling erhielt diverse Drohbriefe und wurde mit seiner Familie unter Polizeischutz gestellt. Nach mehreren durch anonyme Drohungen und Racheankündigungen veranlassten Umzügen fand er schließlich in Radolfzell am Bodensee eine neue Heimat und nahm, nun bei der Deutschen Bundesbahn, wieder seinen Beruf als Lokomotivführer auf. 1989 trat Deterling in den Ruhestand. Nach dem Fall der Mauer betrat er erstmals im Mai 1990 wieder den Boden der DDR. Er verstarb 2010 am Bodensee.

## Rezeption
Die spektakuläre Flucht mit einem ganzen Zug führte zu einer Vielzahl an Berichten über Deterling und seine Flucht in westlichen Medien, sowohl in der Bundesrepublik wie auch im Ausland. 1963 entstand in der Bundesrepublik Deutschland der Spielfilm Durchbruch Lok 234, in dem Deterlings Flucht dargestellt wird. In der DDR wurde die erfolgreiche Flucht dagegen als „verbrecherischer Anschlag auf den Interzonenzug aus Hamburg“ bezeichnet, der etwa eine Stunde nach der planmäßigen Ankunft des von Deterling geführten Zuges den Bahnhof Albrechtshof hätte passieren sollen.